# Marsh Ecology Award
Пре́мія Марша з екології (англ. Marsh Ecology Award) — британська премія за видатні досягнення в галузі екології, яку вручають від 1996 року. Розмір премії становить £ 1,000. Лауреатами премії можуть стати вчені будь-якої країни світу. Премію вручає трест Marsh Christian Trust (заснував Браян Марш (англ. Brian Marsh) 1981 року) спільно з Британським екологічним товариством.

## Лауреати
- 1996 Джон Ловтон[en]
- 1997 Філіп Ґрайм[en]
- 1998 Тім Клаттон-Брок[en]
- 1999 Джон Гарпер[en]
- 2000 Вільям Шатерленд[en]
- 2001 Сем Беррі[en]
- 2002 Джеймс Браун[en]
- 2003 Ендрю Воткінсон
- 2004 Стівен Габбелл[ru]
- 2005 Ілкка Ханскі
- 2006 Філ Інесон[en]
- 2007 Крістіан Кьорнер[en]
- 2008 (не вручалася)
- 2009 Майкл Беґон
- 2010 Джеремі Томас[en]
- 2011 Елінор Мілнер-Ґалланд[en]
- 2012 Тім Коулсон (англ. Tim Coulson)
- 2013 Кевін Ґастон (англ. Kevin J. Gaston)[1]
- 2014 Розі Вудроф[en]
- 2015 Джейн Меммот[en][2]
- 2016 Лінн Бодді[en][3]
- 2017 Сандра Лаворель
- 2018 Кетрін Вілліс[en][4]
- 2019 Енді Первіс (англ. Andy Purvis)
- 2020 Тея Чарнтке (англ. Teja Tscharntke)[5]
- 2021 Джулія Коричева[en]